# Piso 21 (álbum)
Piso 21 es el primer álbum de estudio del grupo musical de urban pop colombiano Piso 21.
El álbum marca el debut de Piso 21, con un estilo musical muy particular, la combinación de pop, blues, rock y urbana. De este álbum, se desprenden cuatro sencillos con videoclips: «Te amo en la distancia», «Correr el riesgo», «Ángel mortal» y «Déjame».

## Lista de canciones
| N.º | Título                                  | Duración |  |
| 1.  | «Correr el riesgo»                      | 2:52     |  |
| 2.  | «Te amo en la distancia»                | 3:11     |  |
| 3.  | «Vagones vacíos» (con Shako)            | 3:25     |  |
| 4.  | «Hacen falta ganas» (con Andrés Alzate) | 3:40     |  |
| 5.  | «Por siempre a tu lado»                 | 3:07     |  |
| 6.  | «Déjame»                                | 2:54     |  |
| 7.  | «Ángel mortal»                          | 3:12     |  |
| 8.  | «Cómo has hecho tú»                     | 3:45     |  |
| 9.  | «Moriría»                               | 3:38     |  |
| 10. | «Tan sólo en mi mente»                  | 3:02     |  |
| 11. | «Un día más»                            | 3:19     |  |
| 12. | «No te necesito»                        | 2:58     |  |
| 13. | «Correr el riesgo» (Remix con Maluma)   | 2:41     |  |